# Norrbottens gränsjägare

Förslag till Kalix försvarsområdes vapen, vilket inte blev godkänt.

Norrbottens gränsjägare (Gj 67), ursprungligen Morjärvs försvarsområde, senare Kalix försvarsområde (Fo 67), var ett försvarsområde inom svenska armén som verkade i olika former åren 1939–2000. Förbandsledningen var förlagd i Kalix garnison i Kalix.

## Historik
Förbandet har sitt ursprung i Morjärvs försvarsområde som bildades den 1 september 1939 som ett landstormsförband. Den 1 oktober 1942 ombildades staben till ett försvarsområdesförband. Den 1 januari 1947 ändrades namnet till Kalix försvarsområde för att den 1 juli 1994 erhålla namnet Norrbottens gränsjägare (Fo 67).
Inför försvarsbeslutet 1996 föreslogs en ny försvarsområdesindelningen, vilket innebar att tre försvarsområdesstaber inom Norra militärområdet (Milo N) i skulle avvecklas den 31 december 1997. De tre staber som föreslogs för avveckling återfanns i Kalix, Kiruna och Östersund. Gällande staberna i Kalix och Kiruna föreslogs det att ombilda dem till gränsjägarstaber med uppgift att leda markstrid.
Den 1 januari 1998 uppgick Kalix försvarsområde (Fo 67) och Kiruna försvarsområde (Fo 66), vilka tillsammans med Bodens försvarsområde (Fo 63) bildade Norrbottens försvarsområde (Fo 63), och motsvarade geografiskt sett Norrbottens län. Inom det nya försvarsområdet, vilket omfattade hela Norrbottens län, kom Kalix försvarsområde kvarstå i Kalix, som en gränsjägarstab men med ny beteckningen Gj 67.
Inför försvarsbeslutet 2000 föreslog regeringen i sin propositionen för riksdagen, att den taktiska nivån bör reduceras genom att fördelnings- och försvarsområdesstaber samt marinkommandon och flygkommandon skulle avvecklas. Detta för att utforma ett armétaktiskt, marintaktiskt respektive flygtaktiskt kommando vilka skulle samlokaliseras med operationsledningen. Förslaget innebar att samtliga försvarsområdesstaber skulle avvecklas, vilket inkluderade Norrbottens gränsjägare (Gj 67).
Norrbottens gränsjägare avvecklades den 30 juni 2000, och i dess stället bildades den 1 juli 2000 bildade en militärdistriktsgrupp, vilken antog namnet Norrbottens gränsjägargrupp (G 67).

## Verksamhet
Norrbottens gränsjägare grundutbildade inte några värnpliktiga, utan dess officerskår bestod av reserv- och yrkesofficerare som repetitionsutbildade fältförband, bistod vid slutövningar, befälsutbildningar samt hemvärns- och frivilligverksamhet inom försvarsområdet. Försvarsområdesstaben och senare gränsjägarstaben ansvarade även för befästningsutbyggnaden längs Kalixlinjen, som hade ett sammanhängande eldsystem i sida från Törefjärden till i höjd med Överkalix. Norrlands dragonregemente (K 4), Norrbottens regemente och Norrbottensbrigaden (MekB 19) och Västerbottens regemente (I 20/Fo 61) hade bemanningsansvar för varsitt gränsregemente inom Gj 67. Efter att Norrbottens gränsjägare 1998 uppgick i Norrbottens försvarsområde kom staben att kvarstå i Kalix som en försvarsområdesgrupp. Gruppen kvarstod med ett visst utbildnings- och förvaltningsansvar.

## Heraldik och traditioner
Kalix försvarsområde erhöll sitt första heraldiska vapen 1977, den så kallade kvadratiska skölden, en blasonering bestående av de fyra ingående kommunernas vapen. År 1983 erhöll Kalix försvarsområde sitt heraldiska vapen - Gränsjägarbjörnen - varvid också kung Carl XVI Gustaf överlämnade förbandets fana. Åren 1975–1994 bars Bodens artilleriregementes förbandstecken på uniformer. Från den 1 juli 1994 bars förbandets heraldiska vapen. År 1994 när namnet Norrbottens gränsjägare antogs, tillfördes förbandet en sandfärgad basker i dess uniformssystem.
Den 6 juni 1984 antogs och fastställdes "General Erik G Bengtsson" (Råberg) som förbandsmarsch. Den 8 april 1994 antogs "Björneborgarnas marsch" (okänd) som förbandsmarsch, marschen övertogs då från Norra skånska regementet, vilka använt den som traditionsmarsch. Den 13 juni 1996 antogs och fastställdes "Överste Mohlins marsch" (Edenstrand) även känd som "Gränsjägaren". Förbandsmarschen kom att användas åren 2000–2004 av Norrbottens gränsjägargrupp.
Heraldik och traditioner övertogs den 1 juli 2000 av Norrbottens gränsjägargrupp. Den 19 december 2004 hölls en avvecklingsceremoni då riksdagen beslutade att gruppen skulle upplösas och avvecklas. Vid ceremonin överlämnas förbandsfanan till general Björn Anderson, chef för Norra militärdistriktet.
Den så kallade Gränsjägarbjörnen förs sedan 2005 av 11. gränsjägarbataljonen som vårdar traditionerna från Norrbottens gränsjägare samt Norrbottens gränsjägargrupp.

### Utmärkelsetecken
År 1989 instiftades Kalix försvarsområdes förtjänstmedalj i guld/silver i 8:e storleken (KalixfoGM/SM), vilken från 1994 instiftades som Norrbottens gränsjägares förtjänstmedalj i guld/silver i 8:e storleken (NorrbjägGM/SM). År 2000 instiftades Norrbottens gränsjägares minnesmedalj i silver (NorrGränsjMSM).

## Förläggningar och övningsplatser

### Förläggning
När försvarsområdet bildades den 1 september 1939 som ett landstormsförband, förlades staben till Järnvägshotellet i Morjärv. Den 1 april 1943 flyttades staben till Grapeska huset på Strandvägen 2 i Kalix. År 1961 övertogs det före detta fattighuset i Kalix som stabsplats. Den 1 juli 1975 förlades staben till Morjärvsvägen 4, där den verkade fram till 1 juni 1981, då staben flyttade in i en nyuppförd fastighet vid Furuhedsvägen 3. Från den 1 juli 2000 övertogs området Norrbottens gränsjägargrupp. Efter att Gränsjägargruppen upplöstes och avvecklades den 31 december 2004, kvarstod en avvecklingsenhet i Kalix fram till den 30 juni 2005. Därefter kom större delen av området att omvandlas till en företagsby under namnet Staben.

### Övningsplatser
Kalix försvarsområde och senare Norrbottens gränsjägare hade förvaltningsansvar över Lombens skjutfält, ett skjutfält som ligger cirka 37 km norr om Kalix och anlades under beredskapsåren. Skjutfältet omfattar en yta på cirka 10500 ha.

## Förbandschefer
Förbandschefer verksamma vid åren 1942–2005. Åren 1942–1997 titulerades chefen försvarsområdesbefälhavare, åren 1998–2000 gränsjägarchef.

- 1942–1943: ?
- 1943–1945: Överstelöjtnant Gerhard Qvennerstedt
- 1945–1949: Per Kristian Wik
- 1949–1953: Erik Rune
- 1953–1957: Nils Oscar Söderberg
- 1957–1960: Nils Juhlin
- 1960–1964: Bertil Broberg
- 1964–1965: Lennart Brant-Lundin
- 1965–1971: Överste Tage Broms
- 1971–1973: Överste Jan Wickbom
- 1973–1976: Överste Olof Dackenberg
- 1976–1980: Överste Gustaf Malmström
- 1980–1983: Överste Arne Lindblom
- 1983–1986: Överste Lars Nordmark
- 1986–1988: Överste Sune Larsson
- 1988–1991: Överste av 1:a graden Folke Ekstedt[18]
- 1991–1997: Överste Per Mohlin
- 1997–2000: Överste Bo Hultin

## Namn, beteckning och förläggningsort
| Norrbottens östra försvarsområde | 1939-09-01 | – | 1940-03-31 |
| Morjärvs försvarsområde          | 1940-04-01 | – | 1942-09-30 |
| Morjärvs försvarsområde          | 1942-10-01 | – | 1946-12-31 |
| Kalix försvarsområde             | 1947-01-01 | – | 1997-12-31 |
| Norrbottens gränsjägare          | 1998-01-01 | – | 2000-06-30 |
| Avvecklingsorganisation          | 2000-07-01 | – | 2001-06-30 |

| Fo 67 | 1942-10-01 | – | 1997-12-31 |
| Gj 67 | 1998-01-01 | – | 2000-06-30 |

| Morjärv (F)           | 1939-09-01 | – | 1943-03-31 |
| Kalix garnison (F)    | 1943-04-01 | – | 2001-06-30 |
| Lombens skjutfält (Ö) | 1942-10-01 | – | 2000-06-30 |

## Galleri

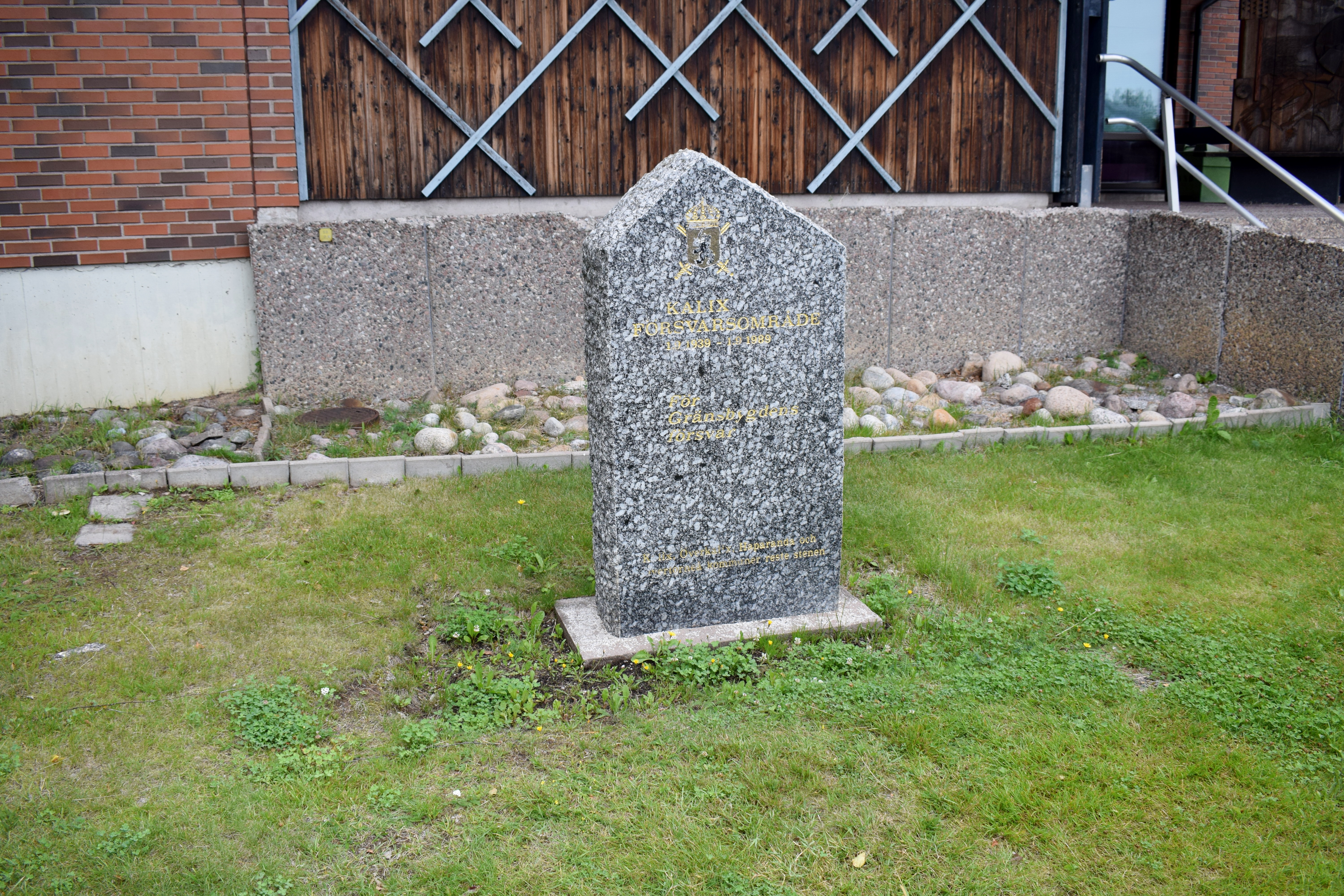
Minnessten över Kalix försvarsområde
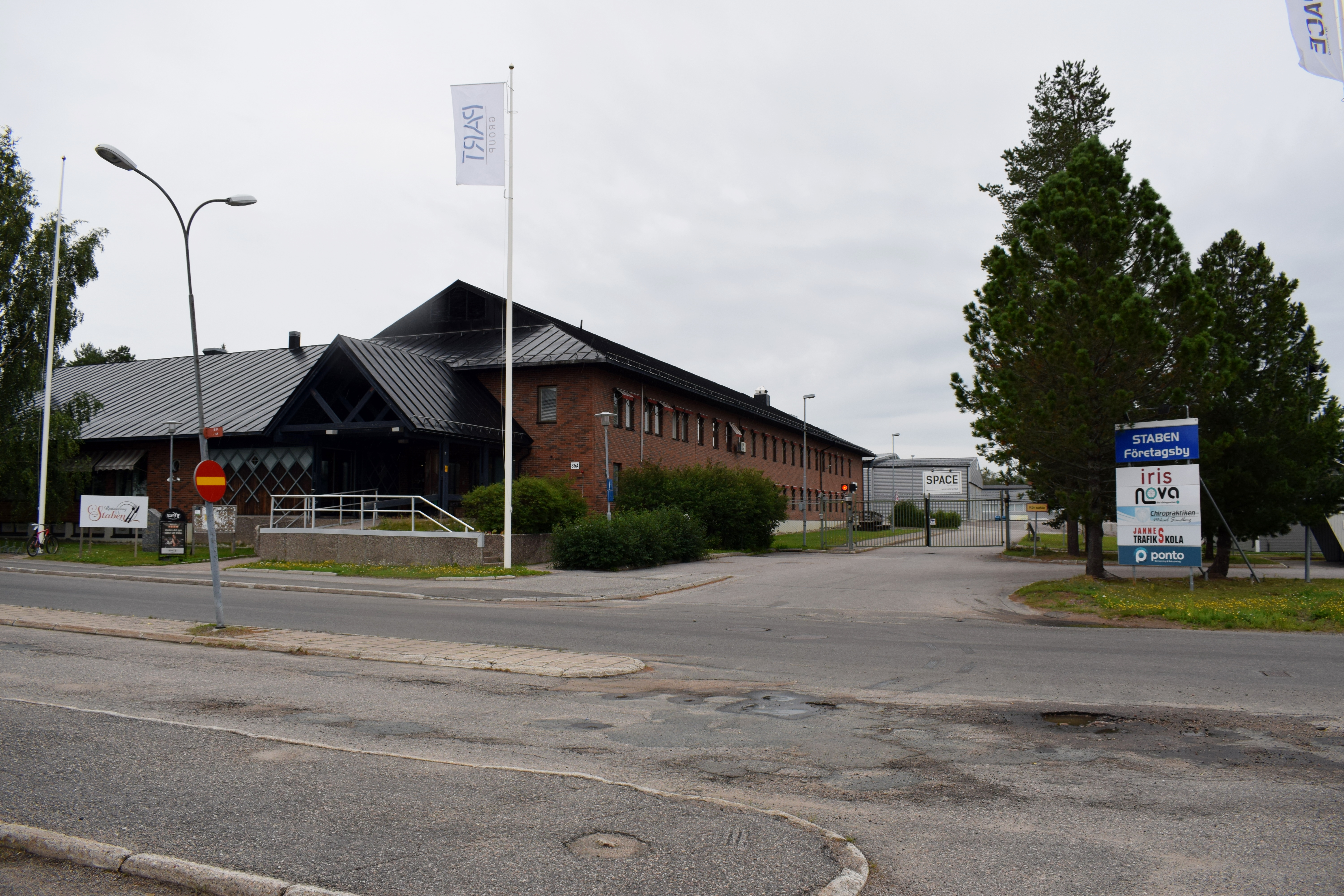
Före detta stabsbyggnad på Furuhedsvägen
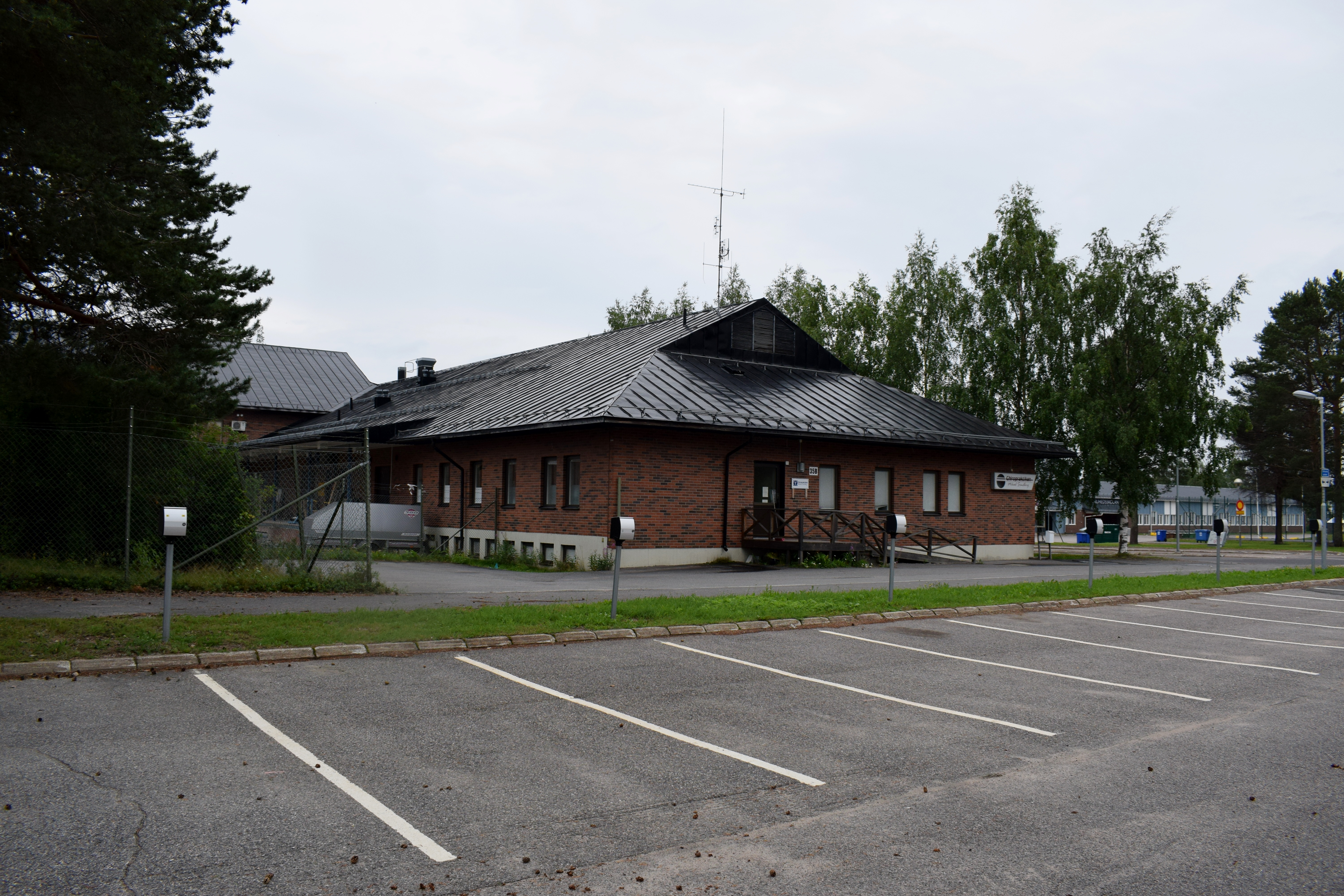
Före detta stabsbyggnad på Furuhedsvägen
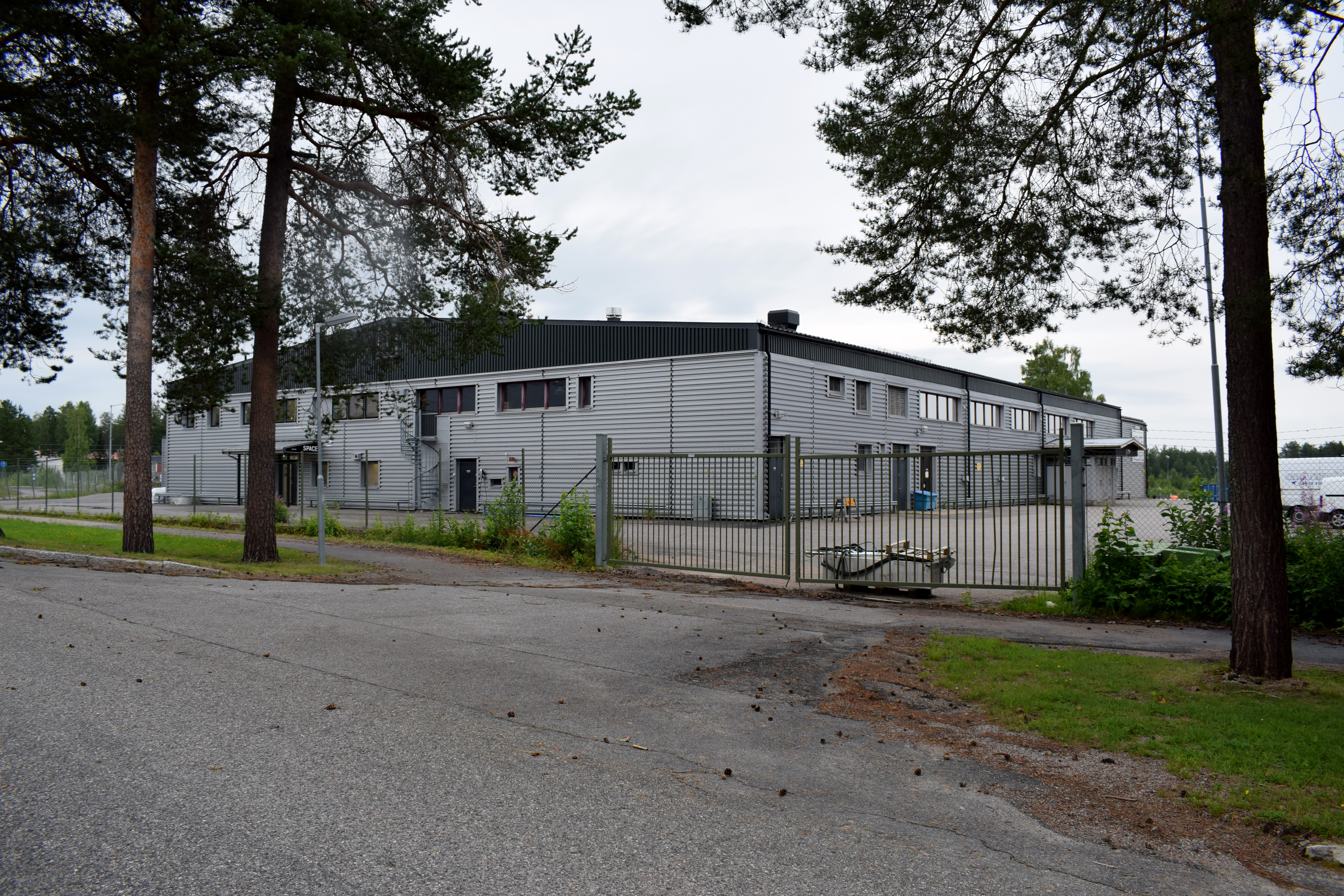
Före detta truppserviceförråd på Furuhedsvägen